# Ngựa giống nhỏ

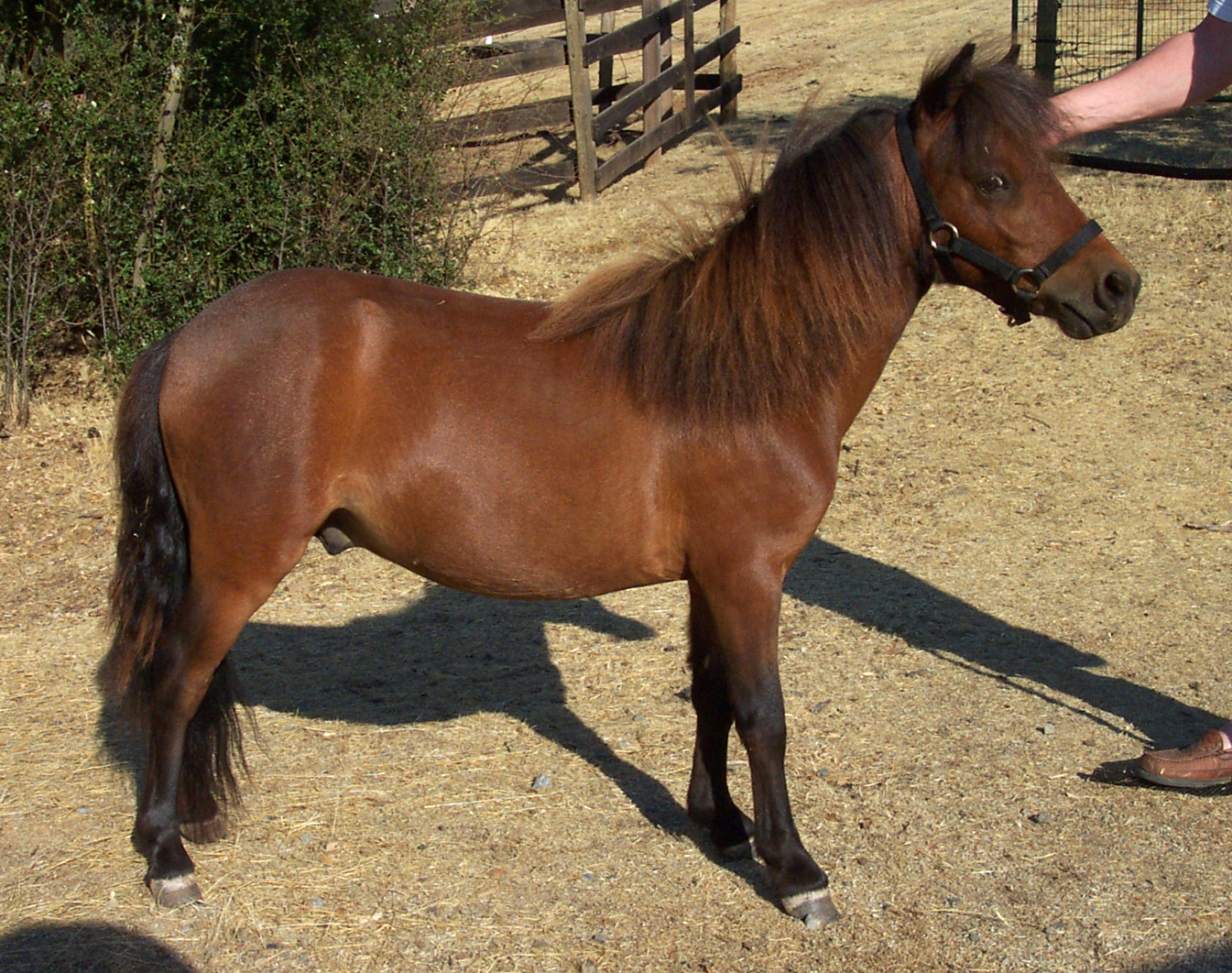
Một con ngựa Mini thuộc giống ngựa Falabella

Ngựa giống nhỏ hay còn gọi là ngựa Mini hay còn gọi là ngựa lùn Mỹ là những giống ngựa cỡ nhỏ được tìm thấy ở châu Âu và Bắc Mỹ. Ngựa mini có xuất xứ từ châu Mỹ. Ngay từ những năm 1600 người ta đã nhân giống ngựa nhỏ (Miniature horse) làm ngựa cảnh ở Châu Âu và Châu Mỹ. Năm 1978, ở Mỹ thành lập một Hiệp Hội Ngựa Cảnh Mini Hoa Kỳ (The American Miniature Horse Association) gọi tắt là AMHA. Hiệp Hội AMHA ngày nay đã có tới 140.000 ngựa cảnh Mini đăng ký thành viên.
Chúng được cho là giống ngựa có xuất xứ từ ngựa hoang thuần túy ở các khu vực rừng núi có điều kiện khắc nghiệt. Sau này, chúng được người dân phát triển dùng làm vật nuôi trong gia đình. Chúng là dòng động vật cảnh được đánh giá là khá thân thiện và thông minh. Chính vì vậy, chúng thường được những gia đình giàu có nuôi trong nhà cho trẻ em có thể chơi cùng hoặc cưỡi. Ngoài ra, một số người khiếm thị có điều kiện về kinh tế cũng sử dụng ngựa lùn nhỏ làm vật dẫn đường. Ngựa mini cũng đã xuất hiện tại một số nước châu Á và được nhân giống để bán, có thể nhập ngựa mini từ Trung Quốc.

## Đặc điểm

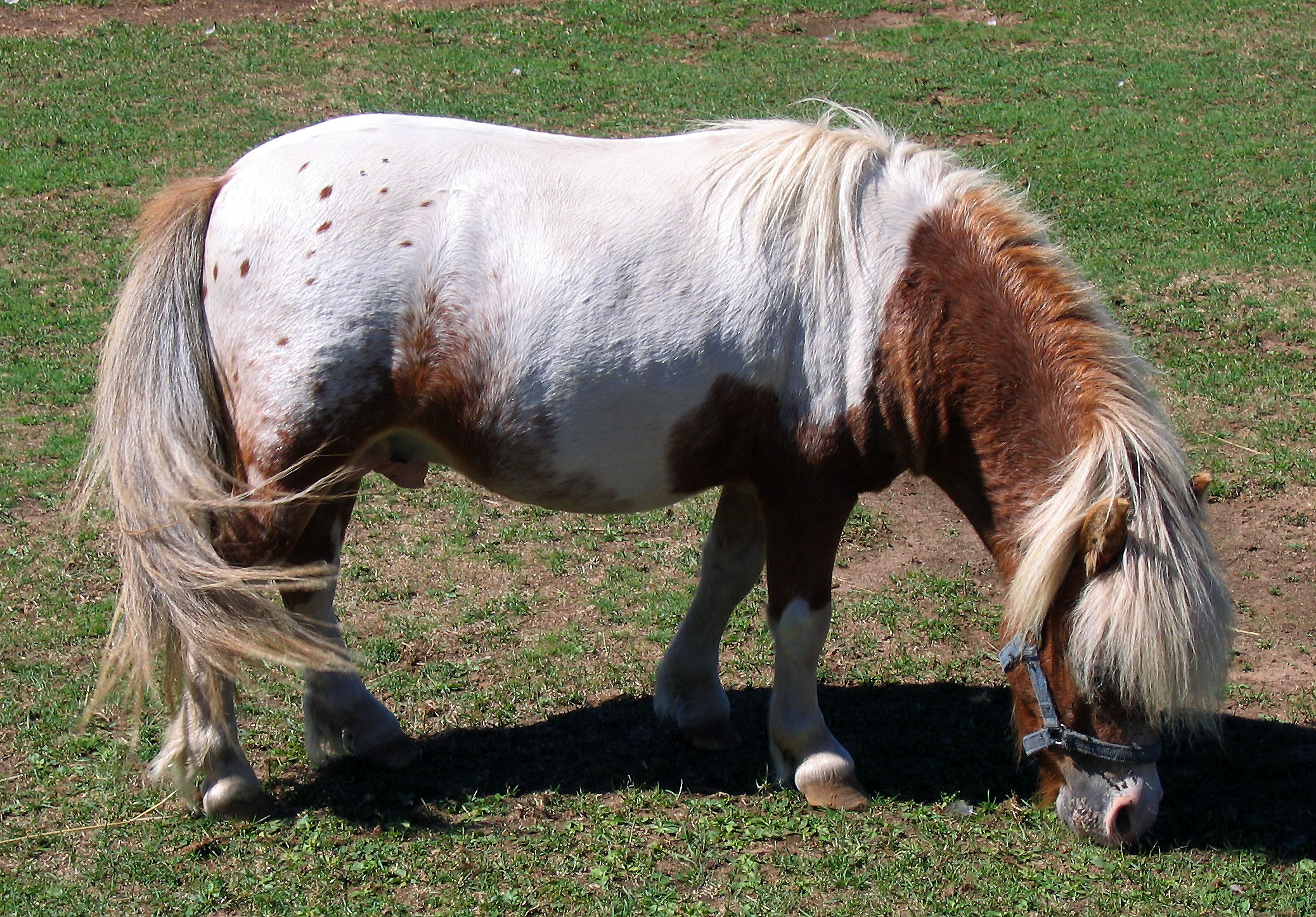
Một con ngựa Mini ở Mỹ

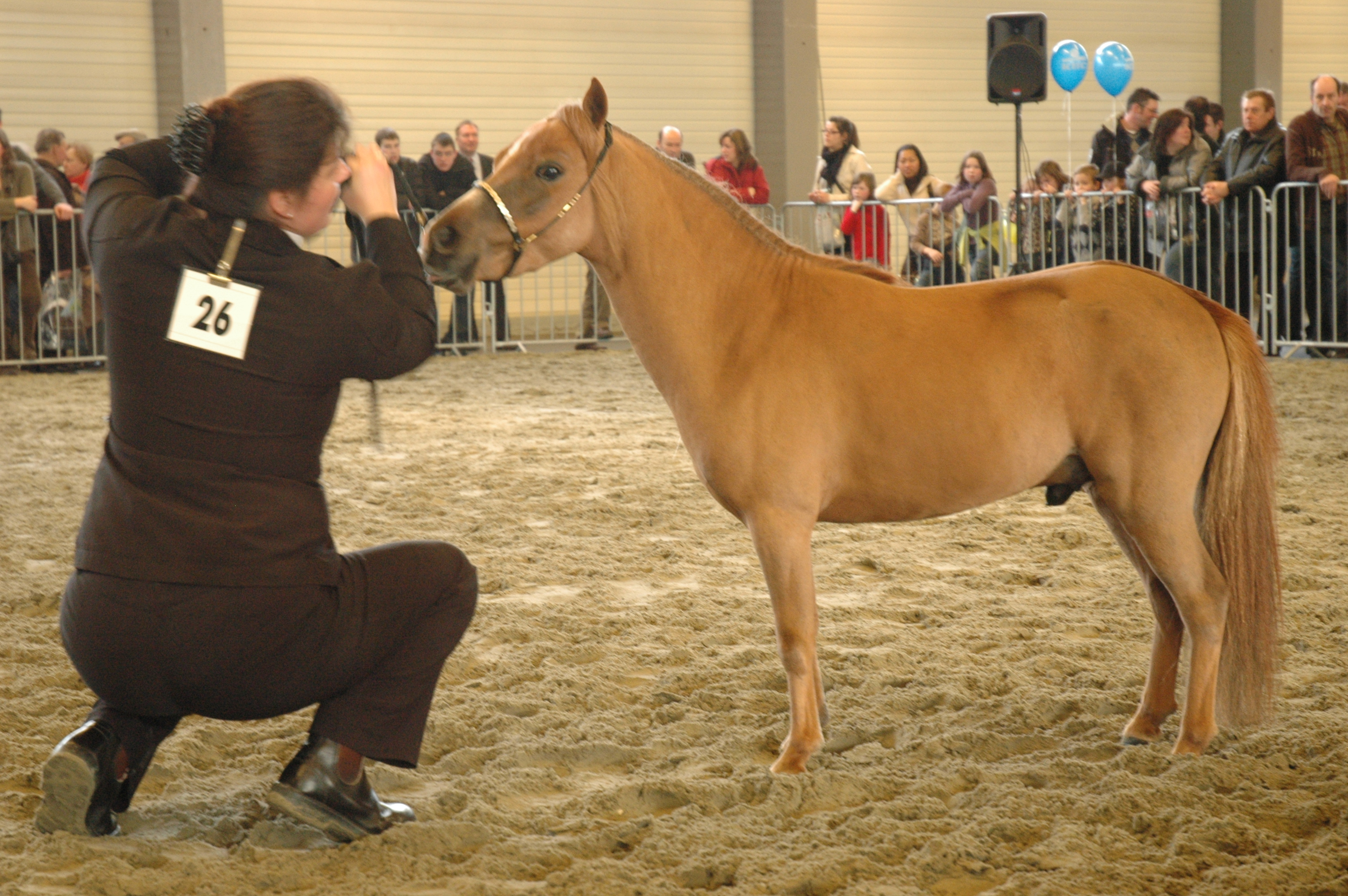
Một con ngựa Mini ở châu Âu

Về ngoại hình trông cũng giống như những chú ngựa thông thường nhưng về ngoại hình thì chỉ nhỉnh hơn các loại chó to. Toàn thân ngựa lùn nho có lông khá rậm rạp, dài từ 5 đến 7 cm. Bụng của ngựa lùn nhỏ thường to hơn, khung xương nặng hơn, cổ ngắn hơn và trán rộng hơn so với những con ngựa lớn. Chính vì đặc điểm nhỏ bé nên có khá nhiều người vẫn thường nhầm lẫn ngựa mini chính là những chú ngựa non. Ngựa Mini có kích thước nhỏ từ 34–38 inches (86–97 cm) đo từ phần cuối lông bờm tới khấu đuôi, do đó rất phù hợp nuôi cảnh ở các đô thị chật hẹp.
Chúng có nhiều màu lông hấp dẫn đen, xám, trắng bạch, hồng (bay), màu da hoẵng (buckskin), màu hạt dẻ (chestnut), vàng bờm và đuôi trắng sáng (palomino), màu đốm trắng (pinto). Ngựa mini lại có lông dài, nếu không chịu khó tắm rửa thì sẽ rất bẩn và hôi. Với những gia đình ở thành phố hoặc có không gian chật hẹp sẽ rất khó để nuôi. Trên thị trường, ngựa lùn nhỏ có khá nhiều giống, đẹp nhất là những chú ngựa có xuất xứ từ Mỹ, Canada. Những chú ngựa này có bề ngoài bóng mượt, mập mạp, hình thức bắt mắt nên giá khá cao. Những con ngựa từ Trung Quốc thường cao hơn, có mình mỏng hơn, bụng lép hơn và lông thì kém mượt mà so với những con ngựa được sinh ra tại châu Âu hoặc châu Mỹ. 

## Tập tính

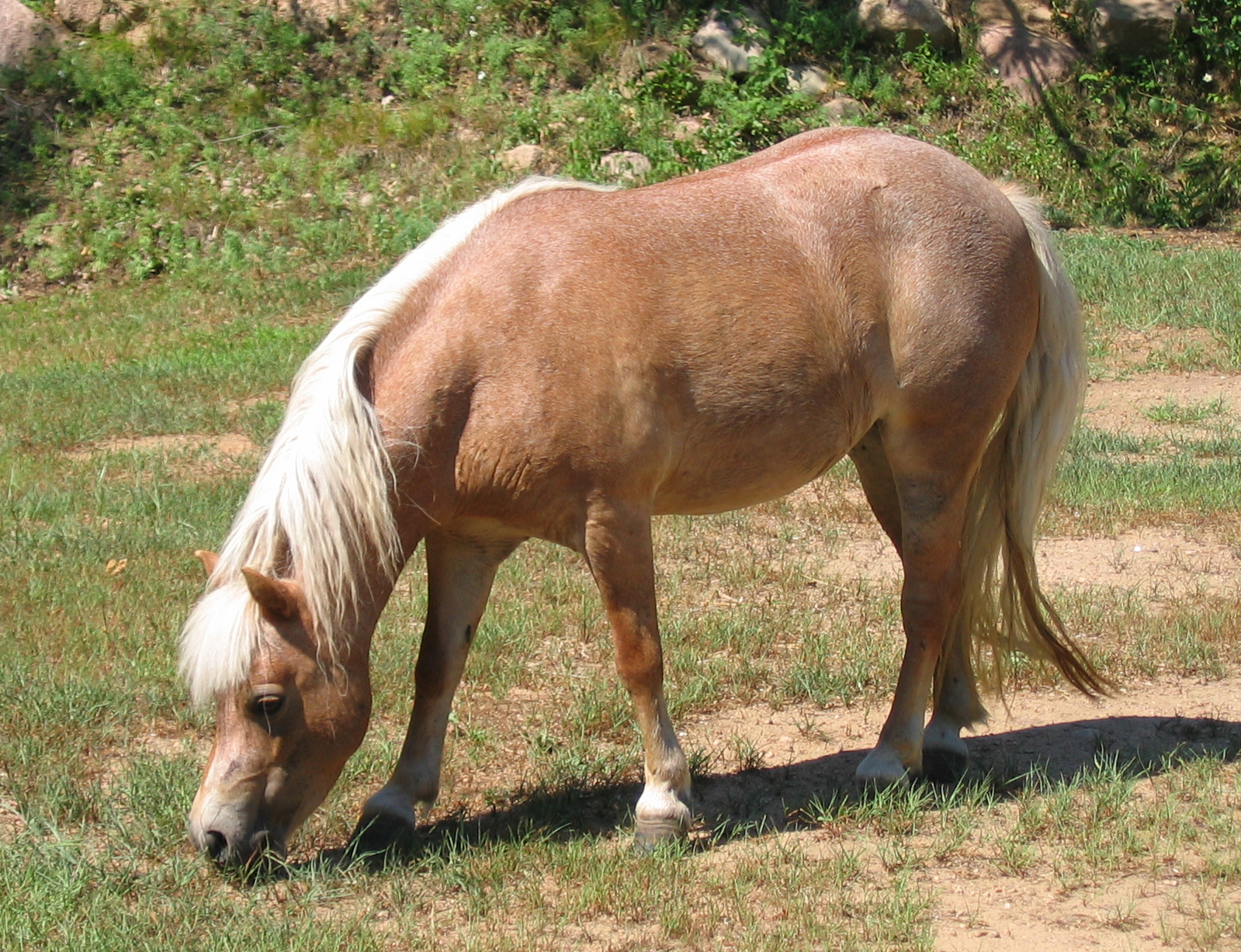
Một con ngựa Mini

Ngựa Mini mang tất cả các đặc tính vốn có của loại ngựa như trung thành, thân thiện, dễ nuôi, ít bệnh dịch. Cũng có thể huấn luyện làm các công việc giúp đỡ con người như thồ tải, kéo xe cỡ nhỏ hoặc cho trẻ con cưỡi. Đặc biệt giống ngựa Bạch Mini thường được ưa chuộng nhất, có thể nuôi trong nhà (Indoor minature horse), không những vì nó dễ nuôi, thân thiện, tình cảm mà nó rất đẹp, sạch sẽ. Cũng như nuôi ngựa đua phục vụ các Truường đấu. Tuổi thọ của ngựa cảnh Mini cao hơn các giống ngựa thông thường. Trung bình sống tới 25-35 năm. Ngựa cảnh Mini được huấn luyện "dẫn đường" (Guide Horse) cho người khiếm thị, người già. 

## Chăm sóc
Việc chăm nuôi ngựa cảnh Mini ckhông khó, thậm chí đơn giản hơn nuôi các giống chó. Chúng ít dịch bệnh, cần thức ăn xanh, cỏ tươi và các chất tinh bột, người nuôi ngựa cảnh mini được xem như có một thú chơi và cũng cần có đủ tài chính để nuôi loại thú cảnh đặc biệt này. Thường thì lúc ngựa mới về trang trại, sáng sớm nào chúng cũng hí lên ầm ĩ để đòi ăn. Mỗi lần chúng hí, phải dắt chúng ra nơi có cỏ để cho ăn. Tuy nhiên, đến mùa đông hanh khô, nếu cỏ không có, việc chăm sóc rất vất vả. Ngoài thức ăn khô nên trộn thêm thóc nảy mầm để ngựa đủ dinh dưỡng. Loại ngựa này tuy nhỏ bé nhưng chúng ăn suốt cả ngày lẫn đêm.

## Làm kiểng

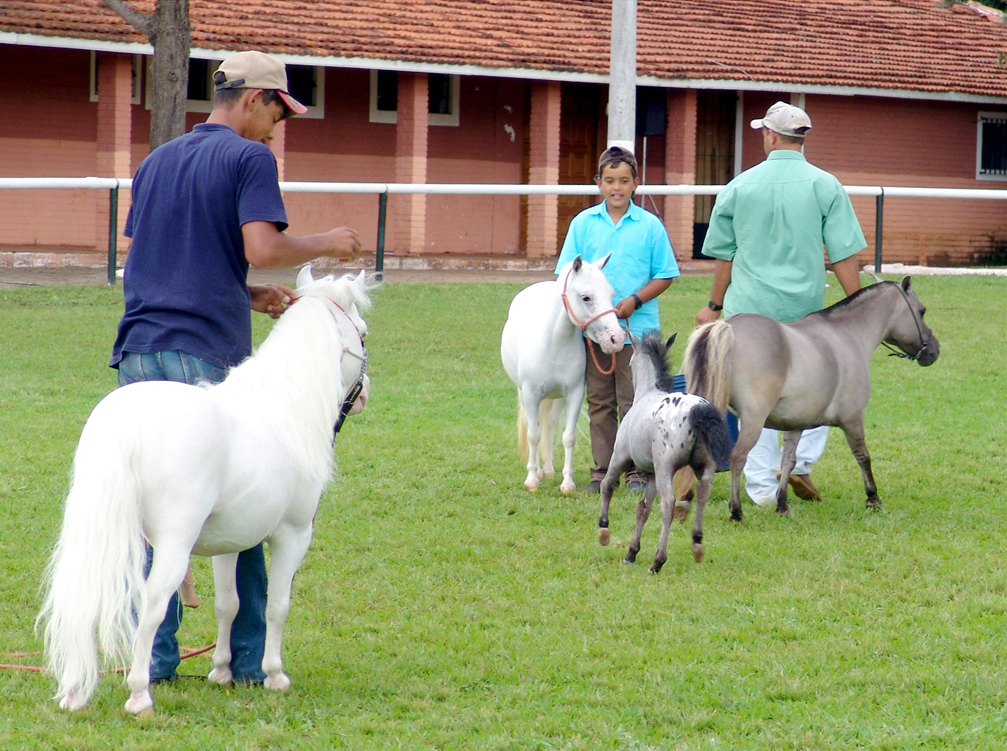
Ngựa Mini được nhập về châu Á làm kiểng

Loại ngựa này mới xuất hiện tại Việt Nam và được nhiều người trong giới nuôi động vật cảnh chú ý. Để tiếp cận và “chơi” được với ngựa mini đòi hỏi người chơi cần có rất nhiều điều kiện. Để có thể sở hữu được một chú ngựa mini này thì không đơn giản. Giá cả của ngựa chỉ là một phần, quan trọng nhất chính là điều kiện chăm sóc và môi trường sống dành cho chúng. Một cá nhân ở Việt Nam đã nhập hai con ngựa loại này với giá 45 triệu đồng từ một người chuyên nhập khẩu động vật cảnh.
Ngựa được nuôi nhốt trong trang trại rộng chừng 2ha, có chuồng thoáng đãng, mái lợp bằng lá cọ. Khi mới nhập ngựa về, chưa quen cách chăm sóc nên ngựa chết vì bị viêm ruột. Chuyện ăn uống vất vả nhưng khi ngựa ốm càng vất vả hơn. Ngựa mini chưa quen với điều kiện khí hậu Việt Nam nên dễ ốm. Bệnh thường gặp nhất của chúng là viêm đường ruột. Tại Việt Nam không chưa bác sĩ chuyên chữa về ngựa nên người chủ phải dùng thuốc điều trị cho chó để áp dụng.